# Jacopo Saltarelli
Jacopo d’Andrea Saltarelli (geboren in 1459) was model en prostitué (ook wel gigolo genoemd). Leonardo da Vinci is er ooit op 24-jarige leeftijd door een anonieme bron van beschuldigd sodomie met hem te hebben verricht, wat in die tijd strafbaar was. Voor deze beschuldiging heeft da Vinci twee maanden in de gevangenis gezeten, waarna de aanklacht wegens gebrek aan bewijs werd ingetrokken. 